# Josef Fink (Politiker, 1840)
Josef Fink (Joseph bzw. Franz Josef, * 5. September 1840 in Riefensberg; † 19. Jänner 1914 in Lingenau) war Pfarrer und Politiker (CS bzw. CSP) in Vorarlberg, Österreich.

## Leben
Fink wurde als Sohn eines Waldarbeiters geboren. Das Gymnasium und das Priesterseminar besuchte er in Brixen, und teilweise die theologische Fakultät in Innsbruck. 1859 zog Fink mit einer Freiwilligenkompagnie von 230 Studenten an die Tiroler Landesgrenze, um italienische Truppen abzuwehren. Er wurde in keine Kampfhandlungen verwickelt, blieb aber daraufhin lebenslang begeistert vom Militär.
Fink litt mehr als 20 Jahre an Rheuma und war immer wieder krank. Mit dem Chemiker Hippolyt L. Klenze aus München verfasste er bis 1890 ein Buch über die Geschichte der Gemeinde Mittelberg. Dieses Werk gilt als erste fundierte Ortsgeschichte von Vorarlberg und wurde 1987 wieder neu aufgelegt. Fink war ein fortschrittsgläubiger Mensch und von technischen Geräten fasziniert. Im Vorarlberger Volksblatt berichtete er z. B. umfangreich über einen Besuch der 1896 stattgefundenen „Industrie-, Gewerbe- und Kunstausstellung“ in Nürnberg. Bereits 1893 propagierte er den Bau einer Bregenzerwaldbahn. Fink war auch passionierter Jäger und Sportschütze und noch bis ins hohe Alter aktiv an Schießwettbewerben beteiligt.

### Tätigkeit als Pfarrer
Fink wurde am 23. Juli 1865 in Brixen zum Priester geweiht. Er war dann von 1866 bis 1868 Pfarrprovisor und von 1868 bis 1871 Pfarrer in Warth. Hier wurde auch, um ihn als Pfarrer längere Zeit zu halten, 1869 ein neues Pfarrhaus gebaut mit neun Fremdenzimmern, mit denen Fink sein Einkommen aufbessern hätte können. 1871 bis 1880 war er Pfarrer in Laterns, von 1880 bis 1892 Pfarrer in Mittelberg und zuletzt von 1892 bis 1914 Pfarrer in Lingenau.

### Tätigkeit als Politiker
Fink war engagierter, streitbarer und überzeugter Monarchist und Vertreter eines politischen Katholizismus. Von 1897 bis 1902 war er Abgeordneter der Landgemeinden für den Wahlbezirk Bregenz – Bregenzerwald im VIII. Vorarlberger Landtag. In Landtagsausschüssen war er von 1897 bis 1900 im Volkswirtschaftlichen Ausschuss (zeitweise dabei Obmann), 1897 auch im Schulausschuss und Wahlreformausschuss. 1900/1901 wieder im Schulausschuss (zeitweise dabei als Obmann) und 1902 wieder im Wahlreformausschuss. Fink war in seiner politischen Überzeugung jedoch nicht eingeengt und hatte auch mit liberalen Kreisen in Vorarlberg Kontakt und hatte daher z. B. keine Probleme damit, dem Landeshilfsverein vom Roten Kreuz, der von liberalen Honoratioren gegründet worden war, beizutreten.

## Mitgliedschaften
Fink war
- Mitglied beim Christlichsozialen Volksverein,
- Bezirksobmann des Cäcilienvereins.[1][2]

## Auszeichnungen
- Goldenes Verdienstkreuz mit der Krone (1909)[8],
- Ehrenbürger der Gemeinde Mittelberg,
- Ehrenbürger der Gemeinde Lingenau,
- Kriegsmedaille (1866).[1][2]